# 小木茂光
小木 茂光（おぎ しげみつ、1961年11月28日 - ）は、日本の俳優。福井県福井市出身。身長183cm、体重75kg、血液型はB型。有限会社ネスト所属。

## 人物・来歴
北陸高等学校卒業。
1984年から1989年までは一世風靡セピアのリーダーとして活動。
グループ解散後は役者へ転向。冷徹なエリート役など、クールな役柄を持ち味に各媒体で活躍。
趣味はバスケットボール、剣道。

## 出演

### テレビドラマ

#### NHK
- 裸足のシンデレラ（1988年） - 井波貴志
- 腕におぼえあり3（1993年） - 作蔵
- 土曜ドラマ
  - 遠い国からの殺人者（1995年） - 朝森警部補
  - 限界集落株式会社（2015年） - 佐藤社長
- 新・半七捕物帳 第6話「女行者」（1997年） - 式部
- 大河ドラマ
  - 徳川慶喜（1998年） - 後藤象二郎
  - 軍師官兵衛（2014年） - 斎藤利三
  - おんな城主 直虎（2017年） - 織田方の武将
- ツレがうつになりまして。（2009年） - 如月修平
- わたしが子どもだったころ（2009年） - 小沢昭一の父、三宅裕司の父
- ROMES/空港防御システム（2009年） - 宮城章雄
- 探偵Xからの挑戦状!（2009年） - 西森刑事
- ゲゲゲの女房（2010年） - 浜野
- セカンドバージン（2010年） - 児玉琢己
- フェイク 京都美術事件絵巻（2011年） - 野村光太郎
- 妻は、くノ一（2013年） - 安藤祥吾
- 七つの会議（2013年） - 江木社長
- ハードナッツ!（2013年） - 長部所長
- 田上トパーズ!（2013年） - 水島鉱介
- 小暮写眞館（2013年） - 花菱良夫
- タイムスパイラル（2014年） - 結城栄太郎
- 昔話法廷（2016年） - 弁護人・鈴木哲夫[4]
- 立花登青春手控え2（2017年） - 高瀬甚左衛門
- だれかに話したくなる山本周五郎日替わりドラマ「晩秋」（2021年2月23日） - 進藤主計[5]

#### 日本テレビ
- ガラスの観覧車（1987年）
- ジャングル（1987年） - 坂口のりお
- スクールガール・セレナーデ 桂華學女小夜曲（1988年） - 吉岡司郎
- 湘南物語（1989年） - 山本
- ジェラシー（1993年）
- ゴールデンボウル（2002年） - 辺見勉
- 探偵家族（2002年） - 佐藤崇
- よい子の味方 〜新米保育士物語〜（2003年） - 飯塚雅史
- ごくせん（2005年） - 辰巳圭吾
- セクシーボイスアンドロボ（2007年） - 夢野学
- 受験の神様（2007年）
- ヤスコとケンジ（2008年） - 長内忠
- OLにっぽん（2008年） - 伊藤本部長
- スクラップ・ティーチャー〜教師再生〜（2008年） - 金沢瑞貴の父
- ドン★キホーテ（2011年） - 鯵沢卓巳
- ティーンコート（2012年） - 湯島一郎
- 名探偵コナンドラマスペシャル 工藤新一 京都新撰組殺人事件（2012年） - 樫本義宏
- 花咲舞が黙ってない 第1シリーズ 第5話「臨店vs金融庁検査官 こんなやり方間違ってます!!」（2014年5月14日） - 牧野敬一郎
- 金田一少年の事件簿N（neo）（2014年） - 今井龍矢
- 学校のカイダン（2015年） - 須藤友忠
- レンタル救世主 第7話「謎が謎呼ぶ女の涙! 優しい嘘…」（2016年11月20日） - 権藤平治
- 今からあなたを脅迫します 第2話「歌姫を守れ 悪徳記者ヤラセ記事」（2017年10月29日） - 茂木琢磨
- 俺のスカート、どこ行った? 第6話「のぶおがバージンロードに乱入 涙の花嫁救出作戦!!」（2019年5月25日） - 里見靖夫
- 同期のサクラ 第3話「入社3年目震災発生 本気で叱ってくれた仲間が寿退社に逃げる時 魂の叫び声は、ブスッブスブス!」（2019年10月23日） - 原裕太
- 悪女（わる）〜働くのがカッコ悪いなんて誰が言った?〜（2022年） - 島田礼治
- 24時間テレビ ドラマスペシャル『欽ちゃんのスミちゃん 〜萩本欽一を愛した女性〜』（2024年8月31日） - 医師[6][7]
- アンサンブル 第2話（2025年1月25日） - 滝口

#### TBS
- 未成年（1995年） - 見城雅宏
- 夢のカリフォルニア（2002年） - 向井面接官
- ぼくが地球を救う（2002年） - 根津本部長
- ホットマン（2003年） - 泉課長
- 新しい風（2004年） - 大熊議員
- 虹のかなた（2004年） - 中野勇
- 正しい恋愛のススメ（2005年） - 原田一樹
- 少しは、恩返しができたかな（2006年） - 阿川孝俊
- 弁護士のくず（2006年） - 永見栄治
- メッセージ〜伝説のCMディレクター・杉山登志〜（2006年） - 田中
- 病院へ行こう!（2007年） - 片瀬修一
- ぼくの妹（2009年） - 羽根田武美
- 松本清張生誕100年記念スペシャルドラマ 火と汐（2009年） - 岩佐課長
- LADY〜最後の犯罪プロファイル〜（2011年） - 松尾善雄
- ハンチョウ〜神南署安積班〜（2011年） - 日下部謙
- ランナウェイ〜愛する君のために（2011年） - 蓮池組長
- 怪盗ロワイヤル（2011年） - 名倉誠也
- MONSTERS（2012年） - 松原健吉
- 確証〜警視庁捜査3課 第7話「盗まれた疑惑−警察vs権力の壁!」（2013年5月27日） - 河合賢治
- ぴんとこな（2013年） - 大川正也
- クロコーチ（2013年） - 橋本俊治
- 隠蔽捜査 - 板橋武
  - 第10話「変人コンビ最後の事件！誘拐された国会議員！要求は死刑囚の釈放」（2014年3月17日)
  - 最終話「変人コンビ最後の大勝負！国会議員誘拐事件の黒幕を暴き出せ！」（2014年3月24日）
- S -最後の警官-（2014年） - 当真一郎
- ヤメゴク〜ヤクザやめて頂きます〜 第3話「秘密の依頼 娘の恋人がヤクザ!!」（2015年4月30日） - 風見徹
- 大恋愛〜僕を忘れる君と 第5話「永遠の愛を誓う日…生きてて良かった…私幸せです」（2018年11月9日） - 児玉教授
- トリリオンゲーム（2023年） - 橘昌広 役
- 笑うマトリョーシカ（2024年） - 武智和宏
- 月曜ドラマスペシャル→月曜ミステリー劇場→月曜ゴールデン→月曜名作劇場
  - 親子弁護士の探偵帖3（1997年10月13日） - 桜田悟
  - 刑務官・一条信一「消えた模範囚」（2004年10月25日） - 栗田宏
  - ムコ入り刑事2 高山家・明の事件ファイル（2005年12月12日） - 村田智司
  - 探偵 左文字進10「悪魔と天使」（2006年7月10日） - 諸星一馬
  - 京舞妓VS狩矢警部〜乱れ傘の舞殺人事件（2006年12月25日） - 藤枝武
  - 警視庁機動捜査隊216III「命の値段」（2012年12月24日） - 警視庁捜査一課特殊班 係長・警部 神保直人
  - 信濃のコロンボ1「死者の木霊」（2013年10月7日） - 沢藤栄造
  - 湯けむりバスツアー 桜庭さやかの事件簿5（2014年4月28日） - 内田学
  - 警視庁南平班〜七人の刑事〜7（2014年6月2日） - 亀山雅樹
  - 浅見光彦シリーズ34「壺霊」（2014年11月17日） - 大勝涼矢
  - 赤かぶ検事奮戦記6（2016年11月28日） - 早坂宣和
  - 警視庁東京湾臨海署〜安積班（2019年2月25日） - 池谷陽一
  - 警視庁SP特命係（2019年3月4日） - 東原大貴

#### フジテレビ
- 親愛なる者へ（1992年） - 本堂多津夫
- NIGHT HEAD（1992年） - 神谷司
- ひとつ屋根の下 (1993,97年） - 兵頭五郎
- チャンス!（1993年）
- MAESTRO（1993年 - 1994年） - 佐々木（コンサートマスター）
- この世の果て（1994年） - 佐々木実
- 文學ト云フ事（1994年） - 上原二郎
- グッドモーニング（1994年） - 浜田隆司
- 上品ドライバー（1994年）
- 正義は勝つ（1995年） - 平瀬大三
- はるちゃん（1996年） - 花田信之（ノブさん） 役
- 踊る大捜査線（1997年） - 一倉正和
- 恋はあせらず（1998年） - 桑原哲也
- ソムリエ（1998年） - 安藤高道
- 危険な関係（1999年） - 梅本管理官
- 小市民ケーン（1999年） - 荒川喜一
- ショムニ（2000年） - 黒田剛
- きらきらひかる（2000年） - 藤村正美
- 最後のストライク（2000年） - 池谷公二郎
- HERO（2001年） - 庄野怜治
- 救命病棟24時（2001年） - 難波隊長
- スタアの恋（2001年、関西テレビ） - 駒田志郎
- 忠臣蔵1/47（2001年） - 梶川与惣兵衛
- 新・お水の花道（2001年） - 権藤鉄男
- 人にやさしく（2002年） - 五十嵐光太郎
- 天体観測（2002年） - 及川秘書
- いつもふたりで（2003年） - 北野邦夫
- 熱烈的中華飯店（2003年）
- 白線流し（2003年） - 本多一也
- ダイヤモンドガール（2003年） - 日高一志
- さよなら、小津先生（2004年）
- 離婚弁護士（2004年） - 葉山芳樹
- 徳川綱吉 イヌと呼ばれた男（2004年） - 戸田忠昌
- 紅の紋章（2006年、東海テレビ） - 辻精太郎 役
- 子育ての天才（2007年） - 沢田英二
- 赤い糸（2008年） - 森崎孝道
- ブザー・ビート〜崖っぷちのヒーロー〜（2009年） - 足利国光
- 輪廻の雨（2010年） - 橘工場長
- ジョーカー 許されざる捜査官（2010年） - 坂崎刑事部長
- フリーター、家を買う。（2010年） - 木田
- ストロベリーナイト（2012年） - 島千秋
- ラストホープ（2013年） - 大森真治
- 幽かな彼女（2013年） - 藤江啓介
- 間違われちゃった男（2013年） - 小野寺淳介
- 貴族探偵（2017年） - 都倉健一
- スキャンダル専門弁護士 QUEEN（2019年） - 森尾甘太郎
- 悪魔の手毬唄〜金田一耕助、ふたたび〜（2019年） - 仁礼嘉平
- 潜水艦カッペリーニ号の冒険（2022年） - 農園講師
- 自由な女神 -バックステージ・イン・ニューヨーク-（2023年3月4日 - 26日） - 渡辺幸平[8]
- Re:リベンジ-欲望の果てに-（2024年） - 三輪光成[9]
- 波うららかに、めおと日和（2025年） - 柴原邦光[10]
- 金曜エンタテイメント
  - 「スチュワーデス刑事」（1998年）
- 世にも奇妙な物語
  - 「心臓の思い出」（2001年） - 船井健
  - 「ヴァーチャルメモリー」（2007年） - 川口課長
- 金曜プレステージ
  - 「ハマの静香は事件がお好き」（2009年） - 門倉純一
  - 「松本清張没後20年特別企画・疑惑」（2012年） - 岡本康之
  - 「所轄刑事」（2013年） - 水元克也
- 金曜プレミアム
  - 「女医・倉石祥子」（2016年） - 陣内雄一
- 土曜プレミアム
  - 「衝撃スクープSP 30年目の真実 〜東京・埼玉連続幼女誘拐殺人犯・宮崎勤の肉声〜」（2017年） - 児玉正雄警部[11]

#### テレビ朝日
- 女事件記者立花圭子（1992年） - 草野刑事
- 幻想ミッドナイト（1997年） - 黒坂課長
- 御宿かわせみ（1998年） - 五井兵馬
- 新選組血風録（1998年） - 吉田稔麿
- プリズンホテル（1999年） - 岡林
- はみだし刑事情熱系（2002年） - 松本
- 科捜研の女
  - SEASON 4（2002年） - 正宗岳尋
  - スペシャル（2018年10月14日） - 坂東大輔
- 新・京都迷宮案内（2003年 - ） - 円谷晋作
- 動物のお医者さん（2003年） - 西根祥平
- はぐれ刑事純情派（2003年） - 倉田良二
- 相棒
  - season2 第19話「器物誘拐」（2004年3月3日） - 桐本達彦
  - season17 最終話「新世界より」（2019年3月20日） - 阿藤修
- 霊感バスガイド事件簿（2004年） - 野辺茂一
- 富豪刑事（2005年） - 真田一太郎
- 特命係長 只野仁（2005年） - 麻利俊之
- TRICK 新作スペシャル1（2005年11月13日） - 大隈早大
- 黒革の手帖（2005年）
- 安楽椅子探偵（2006年） - 河原町与一
- 7人の女弁護士（2006年） - 矢崎一朗
- PS -羅生門-（2006年） - 成川署長
- 警視庁捜査一課9係（2008年） - 見留朝雄
- 臨場（2009年） - 早乙女英雄
- 警視庁失踪課・高城賢吾（2010年） -  南田義信
- Dr.伊良部一郎（2011年） - 安達社長
- ハガネの女（2011年） - 水沢保
- 遺留捜査（2013年） - 金子丈弥
- 事件救命医〜IMATの奇跡〜（2013年） - 神谷真一
- 就活家族〜きっと、うまくいく〜（2017年） - 竹之内亘
- ハゲタカ - 花井順平
  - 第1話「巨大銀行を1円で買い叩く男!?」（2018年7月19日）
  - 第3話「VS大銀行!! 創業100年名門ホテルを買い叩け!」（2018年8月2日）
- ドラマスペシャル 死命〜刑事のタイムリミット〜（2019年5月19日） - 岩澤兵馬
- やすらぎの刻〜道（2019年） - 柳年男
- サイン-法医学者 柚木貴志の事件-（2019年） - 島崎藤一郎
- BG〜身辺警護人〜 第2章（2020年） - 桑田惣司
- ミス・ターゲット（2024年4月21日 - 6月16日、朝日放送） - 黒崎達夫[12]
- 土曜ワイド劇場→土曜プライム・土曜ワイド劇場→日曜プライム
  - 「おとり捜査官・北見志穂」（1998年 - ） - 井原也寸志
  - 西村京太郎トラベルミステリー
    - 西村京太郎トラベルミステリー35「宗谷本線殺人事件」（2001年3月10日） - 小川昭
    - 西村京太郎トラベルミステリー66「釧路・帯広殺人ルート」（2016年7月2日） - 林雅彦

  - 「キソウの女」（2003年 - 2006年） - 津田沼誠
  - 「変装捜査官・麻生ゆき」（2004年） - 比留間裕二
  - 「タクシードライバーの推理日誌」（2007年） - 松原史朗
  - 京都南署鑑識ファイル4（2009年7月25日） - 青木政広
  - 「ヤメ検の女」（2009年 - ） - 　
  - 「終着駅の牛尾vs事件記者・冴子 灯(ともしび)」（2009年） - 八木順一
  - 「交渉人 遠野麻衣子」（2010年） - 長谷川均（刑事部長）
  - 「火災調査官・紅蓮次郎」（2010年） - 谷村洋一
  - 鉄道捜査官13（2012年5月5日） - 佐藤謙
  - 「天才刑事・野呂盆六」（2013年） - 勝間吾郎
  - 「天才刑事・野呂盆六」（2015年） - 尾形伸輔
  - 冤罪死刑（2013年） - 岩瀬厚一郎
  - 終着駅シリーズ
    - 終着駅シリーズ29「善意の傘」（2015年9月26日） - 秋葉武士
    - 終着駅シリーズ33「ガラスの密室」（2018年6月24日） - 磯田満男

  - 法医学教室の事件ファイル（2015年） - 今村仁
  - 庶務行員 多加賀主水が許さない4（2020年2月16日） - 五大正信

#### テレビ東京
- 美容少年★セレブリティ（2007年） - 西郷山龍彦
- 死化粧師（2007年） - 滝本順一
- 徳川風雲録 八代将軍吉宗（2008年） - 小山田庄左衛門
- 経済ドキュメンタリードラマ ルビコンの決断（2009年 - 2010年） - 内山田竹志
- 鈴木先生（2011年） - 出水正の父
- 明日をあきらめない…がれきの中の新聞社〜河北新報のいちばん長い日〜（2012年） - 原谷守
- SAVEPOINT（2014年6月5日 - 26日） - タカギ[13]
- ドクター調査班〜医療事故の闇を暴け〜（2016年） - 近藤甲吉
- 人形佐七捕物帳 (2016年のテレビドラマ)（2016年） - 神崎甚五郎
- コードネームミラージュ（2017年） - 石橋錦
- 嫌われ監察官 音無一六〜警察内部調査の鬼〜5（2018年） - 川谷宗輔
- インベスターZ（2018年） - 財前孝彦
- よつば銀行 原島浩美がモノ申す!〜この女に賭けろ〜（2019年） - 松崎洋右
- レンタルなんもしない人（2020年） - 小西浩
- 警視庁ゼロ係〜生活安全課なんでも相談室〜 第5シリーズ（2021年） - 権藤文敏
- 駐在刑事 Season3 第4話（2022年2月4日） - 重盛幸三
- 水曜ミステリー9
  - 「松本清張特別企画・不在宴会 死亡記事の女」（2008年） - 浅田刑事
  - 「多摩南署たたき上げ刑事・近松丙吉」（2012年） - 槙野圭一郎
  - 「森村誠一サスペンス・刑事の証明」（2014年） - 若槻衛
  - 「警視庁強行犯 樋口顕」（2015年） - 植村浩二
  - 「信州山岳刑事 道原伝吉」（2015年） - 鶴田晴良
  - 「特命おばさん検事! 花村絢乃の事件ファイル」（2017年） - 浦沢秀夫

#### WOWOW
- 京極夏彦 「怪」（2000年） - 東雲右近
- 交渉人（2003年） - 戸井田雄一
- 借王〈シャッキング〉-銭の達人-（2009年） - 松嶋聡
  - 借王〈シャッキング〉II-運命の報酬-（2010年）
- マークスの山（2010年） - 須崎靖邦
- 下町ロケット（2011年） - 大川京一
- 死の臓器（2015年） - 大田勇
- 銭形警部 (テレビドラマ)（2017年） - 松村涼一

#### その他
- ネコナデ（2008年） - 鬼塚汰朗
- 東京ゴースト・トリップ（2008年） - 北野五鈴の父
- タチアオイの咲く頃に〜会津の結婚〜 （2016年） - 高橋茂夫
- 神ノ牙-JINGA-（2018年10月4日 - 12月27日、TOKYO MX・BS11 / 2018年10月7日 - 2019年1月6日、ファミリー劇場） - 葉祐
- ガンニバル（2022年12月28日 -、Disney+） - 監察医 中村

### WEB配信ドラマ
- 今際の国のアリス（2020年12月10日、Netflix） - アリスの父 役[14]
- THE DAYS（2023年6月1日配信、Netflix） - 右代屋[15]

### 映画
- 映画女優（1987年） - 小津安二郎
- ゴジラvsキングギドラ（1991年） - 超科学センターの職員
- ミンボーの女（1992年） - 入内島の子分
- いつか どこかで（1992年） - 片桐真
- エンジェル 僕の歌は君の歌（1992年） - 石田洋二
- 月はどっちに出ている（1993年） - 金世一（金田世一）
- 突然炎のごとく（1994年） - 浩介
- 平成無責任一家 東京デラックス（1995年）
- マークスの山（1995年） - 吾妻哲郎
- 友子の場合（1996年） - 島巡駅長
- さすらいのトラブルバスター（1996年） - チーフディレクター
- スーパースキャンダル（1996年） - 溝口政信(映画監督)
- OPEN HOUSE（1997年）
- らせん（1998年） - 前川警部補
- 催眠（1999年） - 倉石勝正
- メッセンジャー（1999年） - 太田量久
- スペーストラベラーズ（2000年） - SIT隊長
- サトラレ（2001年） - 岡持勝則
- 仄暗い水の底から（2002年） - 岸田弁護士
- 模倣犯（2002年） - 古川茂
- OUT（2002年） - 香取良樹
- ラストシーン（2002年）
- AIKI（2002年） - 太一の担当外科医
- 天使の牙B.T.A.（2003年） - 小田医師
- 踊る大捜査線シリーズ - 一倉正和
  - 踊る大捜査線 THE MOVIE 2 レインボーブリッジを封鎖せよ!（2003年） - 警視庁刑事部捜査第一課長 警視正
  - 容疑者 室井慎次（2005年） - 警視庁刑事部捜査第一課長 警視正
  - 踊る大捜査線 THE MOVIE3 ヤツらを解放せよ!（2010年） - 警視庁刑事部捜査第一課管理官 警視正
- 釣りバカ日誌15 ハマちゃんに明日はない!?（2004年） - 合田
- ALWAYS 三丁目の夕日（2005年） - 佐竹幸弘
- しあわせなら手をたたこう（2005年） - 米倉部長
- YUMENO（2005年） - 秀雄（ユメノの父）
- 戦 IKUSA（2005年） - 舟村綱吉
- Grand Circle　(2006年、ネットシネマ.TV)
- 太陽の傷（2006年） - 沢田修
- ピーナッツ（2006年） - 大崎健二
- 東京フレンズ The Movie（2006年） - 工藤康人
- 神の左手 悪魔の右手（2006年） - 刑事
- バベル（2006年） - 歯科医師
- バブルへGO!! タイムマシンはドラム式（2007年） - 菅井拓郎
- ALWAYS 続・三丁目の夕日（2007年）
- スーパーカブ（2008年） - 鏑木周三
- 赤い糸（2008年） - 森崎孝道
- ヒカリサス海、ボクノ船（2008年）
- レイン・フォール/雨の牙（2009年） - 長田刑事
- 携帯彼氏（2009年） - 五十嵐勝
- ゼロの焦点（2009年） - 葉山警部補
- 武士道シックスティーン（2010年） - 磯山憲介
- 武士の家計簿（2010年） - 安部忠継
- 相棒 -劇場版II- 警視庁占拠! 特命係の一番長い夜（2010年） - 飯島政史
- 君へのメロディー（2010年） - 瀬良渡
- それでも花は咲いていく「パンジー」（2011年） - 藤吉進
- パラダイス・キス（2011年） - 二階堂譲一
- あんてるさんの花（2012年） - 安藤照夫[16]
- プラチナデータ （2013年）
- 無花果の森（2014年） - サクラ
- くちびるに歌を（2015年、アスミック・エース） - 桑原幸一（サトルの父）
- 君がいなくちゃだめなんだ（2015年） - 光平
- 家族ごっこ「鈴木ごっこ」（2015年） - コウメ 役
- グッドモーニングショー（2016年） - 報道部長
- ダブルミンツ（2017年） - 佐伯
- BD〜明智探偵事務所〜（2018年） - 明智小五郎
- 耳を腐らせるほどの愛（2019年） - 黒柳哲
- 無頼（2020年） - 川野組組長 川野隆
- 恋する男（2020年7月25日） - 小田光男[17]
- 終わりが始まり（2022年5月27日）
- オアシス（2024年11月15日） - 菅原組組長[18]

### ラジオドラマ
- FMシアター「夢について」（2002年9月14日、NHK-FM）

### Vシネマ
- デカ玉金助三郎1・2（1994年）
- 闘牌伝アカギ（1995年） - 竜崎
- 七人の女（1999年、銀河映像 Vアダルトシネマ）
- 闇金の帝王（2007年） - 河本
- 秘忍伝 THE NINJA KILLER（2009年） - 黒富士半兵衛（闇組織の党首）
- 虎狼の群れ（2017年） - 元・黒龍会花房一家若頭 戸塚信也
- 龍が如く 魂の詩。（2017年）

### その他テレビ番組
- MAESTRO（1993年、フジテレビ） - コンサートマスター・佐々木
- KEIBAコンシェルジュ（2008年 - 、グリーンチャンネル） - 支配人（司会）
- 和風総本家（2008年4月14日 - 、テレビ大阪） - 仏像ソムリエ、ゲスト解答者
- クイズ!脳ベルSHOW

### CM
- キヤノン
- ローソン
- 花王
- パイオニア
- 郵政省
- 雪印メグミルク
- レイクアルサ
- キリンビール
- 日本生命
- ダイハツ
- 一本義（一本義久保本店）
- 野村不動産アーバンネット 野村の仲介+「想い出をつなぐ仕事」篇 （2018年）
- ホクト（2019年） - きのこおじさん
- Microsoft 365（2021年）